# Robert Peake le Vieux
Pour les articles homonymes, voir Peake.
Robert Peake le Vieux (vers 1551 - 1619) est un peintre anglais actif vers la fin du règne de Élisabeth Ire d'Angleterre et la majeure partie du règne de Jacques Ier d'Angleterre.

## Biographie

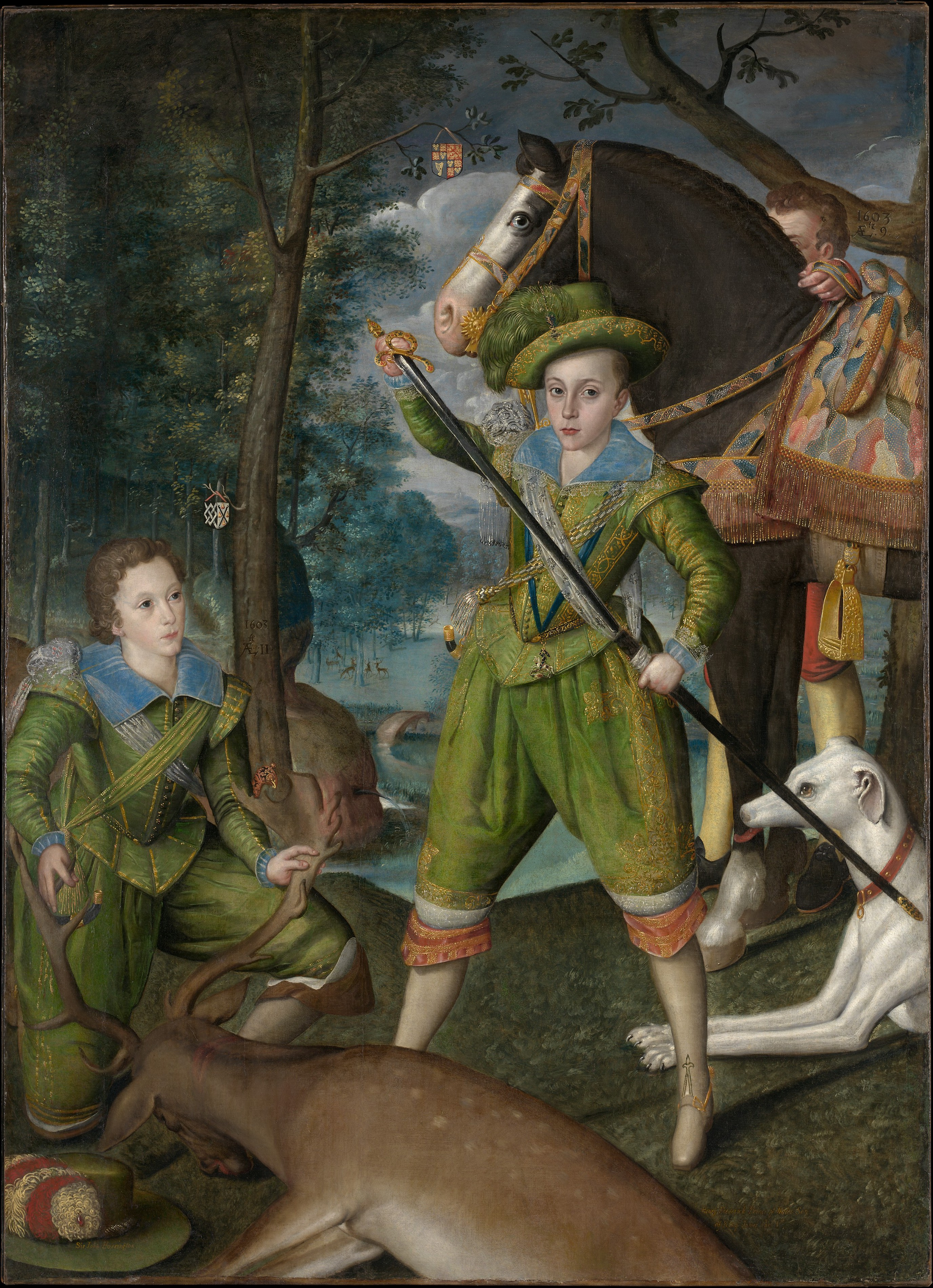
Portrait de Henri-Frédéric Stuart et de John Harington, 1603.

En 1604, il est nommé peintre principal de l'héritier du trône, le prince Henri-Frédéric Stuart, et en 1607, sergent-peintre du roi Jacques Ier, un poste qu'il partage avec John de Critz. Peake est souvent appelé « le Vieux » pour le distinguer de son fils, le peintre et imprimeur William Peake (vers 1580-1639) et de son petit-fils, Sir Robert Peake (vers 1605-1667), qui suit son père dans l'affaire familiale d'impression.
Peake est le seul peintre anglais d'un groupe de quatre artistes dont les ateliers sont étroitement liés. Les autres sont de Critz, Marcus Gheeraerts et le miniaturiste Isaac Oliver. Entre 1590 et sur 1625, ils se spécialisent dans des œuvres très colorées dépeignant des personnes complète en costumes, ce qui est unique à l'époque en Angleterre. Il n'est pas toujours possible d'attribuer la paternité de certaines œuvres entre Peake, de Critz, Gheeraerts et leurs assistants avec certitude.

## Œuvre
- Henri Frederick, prince de Galles et sir John Harington, huile sur toile, 202 × 147 cm, Metropolitan Museum of Art, New York